# Elvira Gonçalves de Toronho
Elvira Gonçalves de Toronho (c.1180 – 16 de janeiro de 1245) foi uma rica-dona do Reino de Portugal.

## Primeiros anos
Elvira era filha do magnata galego Gonçalo Pais, dito Curvo, senhor de Toronho e da sua esposa, Ximena Pais da Maia, irmã do célebre Pedro Pais da Maia, Alferes-mor de Portugal e senhor da Maia, e que o albergara no período conturbado que se seguira ao Cerco de Badajoz (1169).
Por volta de 1211, já estaria casada com o importante magnate português Garcia Mendes II de Sousa, dito o de Eixo, trovador, senhor de importantes bens no Entre-Douro-e-Minho e na Beira, mas sobretudo na região do rio Vouga, onde se incluía a localidade de Eixo, local no qual o seu paço estaria situado e do qual o marido terá herdado o cognome. 

## O testamento de Sancho I e o conflito sucessório

### Antecedentes: o testamento e a divergência nobiliárquica
Companheiro de armas e mordomo de Sancho I de Portugal, o cunhado de Elvira e então chefe da Casa de Sousa, Gonçalo Mendes II de Sousa, foi, juntamente com outros importantes ricos-homens, como Lourenço Soares de Ribadouro, Gonçalo Soares, Pedro Afonso de Ribadouro, e Martim Fernandes de Riba de Vizela, executor testamentário daquele rei. Teria de fazer valer os direitos do rei no caso de o seu testamento não se cumprisse como o mesmo havia estipulado. O infante Afonso não concordou com o testamento deixado pelo pai, no qual teria de ceder terras às suas irmãs, equiparadas a ele em título, e recusou cumpri-lo.
Desta forma, os primeiros anos do reinado de Afonso II foram marcados por violentos conflitos internos entre o rei e as suas irmãs Mafalda, Teresa e Santa Sancha de Portugal, a quem Sancho legara em testamento, sob o título de rainhas, a posse dos castelos de Montemor-o-Velho, Seia e Alenquer, com as respectivas vilas, termos, alcaidarias e rendimentos. Ora, Afonso, tentando evitar a supremacia da influência dos nobres no seu governo, pretendia centralizar o seu poder, mas para isso incorria contra as irmãs e em último caso contra o testamento paterno, do qual o Sousão ficara encarregue de defender. Este, como executor testamentário, e talvez por ter sido um grande companheiro do rei, foi o que mais agiu em defesa das últimas vontades de Sancho, empenhando-se em fazê-las cumprir e jurá-las solenemente. Assim é perfeitamente compreensível que os Sousas tivesse defendido a posição das infantas, inaugurando um período no qual os Sousas, firmes apoiantes da realeza portuguesa, se lhe opunham pela primeira vez.
Alguns dos cinco grandes nobres citados juntaram-se a ele na defesa da posição das três rainhas de Portugal: Teresa, Sancha e Mafalda. Mas alguns permaneceram do lado do rei: sabe-se que Lourenço Soares de Ribadouro se terá mantido do lado do novo rei, sendo esta posição também compreensível dado o estreito vínculo que unia a Casa de Ribadouro à Casa Real: Afonso I de Portugal fora pupilo de Egas Moniz, o Aio; e mais tarde várias damas daquela família haviam educado infantes (como o caso de Urraca Viegas de Ribadouro, tia de Lourenço, que educara a Rainha Mafalda).

### O conflito
A posição dos Sousas teve consequências imediatasː aquele foi retirado do cargo de mordomo, e a sua hegemonia na corte viu também um fim, sendo afastado. Na mordomia é substituído por Martim Fernandes, um dos executores testamenteiros que, como se pode depreender, terá ficado do lado do rei, como Lourenço Soares. Despeitado, e talvez até então receoso de se opor ao rei, Gonçalo encontrou neste ato a justificação para se assumir abertamente como dedicado defensor dos direitos das infantas irmãs do rei, e como acérrimo inimigo da política centralizadora de Afonso II.
Este conflito seria resolvido com intervenção do Papa Inocêncio III; o rei indemnizaria as infantas com uma soma considerável de dinheiro, e a guarnição dos castelos foi confiada a cavaleiros templários, mas era o rei que exercia as funções soberanas sobre as terras e não as infantas. Porém os Sousas seriam renegados durante todo o reinado, e assim sendo saíram de Portugal, refugiando-se em outras cortes peninsulares.
É possível que Elvira e o marido se tenha reunido com Gonçalo Mendes em Leão ou tenham mesmo seguido para Aragão, acompanhando o infante Pedro Sanches, irmão do rei. Uma outra possibilidade é que Elvira tenha abrigado o marido nos domínios da sua família, em Toronho. 

## O florescer da corte sousã

### Regresso
A morte prematura de Afonso II em 1223 permitiu o regresso dos Sousas, aproveitando a menoridade de Sancho II de Portugal para readquirirem influência. No entanto, Garcia e Elvira haviam regressado mais cedo, pois o marido da galega já surgia na documentação curial desde 1217, testemunhando o acordo entre Afonso e as irmãs, mas evita os conflitos nobiliárquicos que marcaram o período de menoridade de Sancho II, saindo definitivamente da corte em 1224. 
Há, por volta de 1230, notícias de uma doação do casal ao Mosteiro de Santa Maria de Salzedas. Com a morte de Afonso II, volta a afastar-se da corte, evitando os conflitos nobiliárquicos que marcaram o período de menoridade de Sancho II. Morre a 27 de fevereiro de 1239, sendo sepultado no panteão dos Sousa, no Mosteiro de Alcobaça, onde se juntaria a sua viúva, alguns anos depois.

### O patrocínio da cultura
A família de Sousa seria a maior patrocinadora da trovadorismo, e o próprio marido de Elvira estava ligado a variados trovadoresː ele próprio, os seus filhos Gonçalo Garcia e Fernão Garcia, e um genro de Gonçalo Mendes, Afonso Lopes de Baião. O trovador D. Abril confirma uma doação do chefe da família, que ainda arma cavaleiro Gonçalo Gomes de Briteiros, irmão do trovador Rui Gomes de Briteiros.
O ambiente geralmente régio em que se centrava esta atividade deparava-se em Portugal com um ambiente mais senhorial, que era o que de facto recebia e fazia florescer o trovadorismo, na língua vernácula (galego-português), em oposição à preferência da cúria régia pelo latim tradicional que continuava a manifestar-se em documentos desta proveniência.

## Últimos anos
Elvira enviúva de Garcia a 27 de fevereiro de 1239. Conhece-se uma doação, feita por Elvira e os filhos logo após a morte de Garcia Mendes, na qual os mesmos doam à Sé do Porto os direitos que detinham na igreja de Santa Cruz de Riba de Leça. A própria Elvira Gonçalves falece a 16 de janeiro de 1245, e faz-se sepultar junto do marido, na abadia de Alcobaça
O seu sobrinho, Mem Gonçalves, filho de Gonçalo Mendes, falecera antes do pai, pelo que, a partir de 1231, passaram a ser os filhos de Elvira os principais herdeiros do chefe da família. De facto, o sucessor de Gonçalo Mendes II será Mem Garcia de Sousa, filho primogénito de Garcia e Elvira

## Descendência

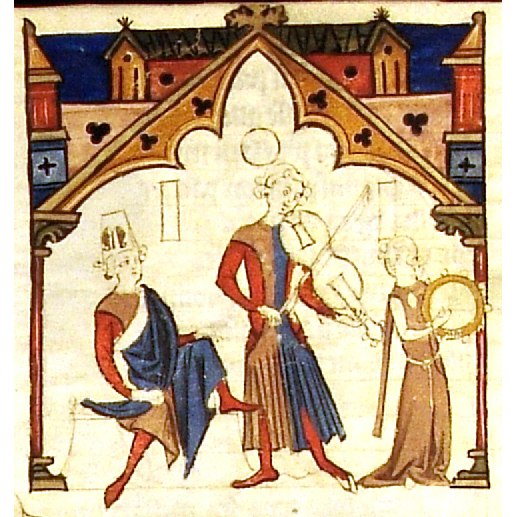
Trovadores, representados no Cancioneiro da Ajuda.

Elvira desposou Garcia Mendes II de Sousa (m. 27 de fevereiro de 1239), filho do magnate português Mendo Gonçalves I de Sousa e da galega Maria Rodrigues Veloso, de quem teve:
- D. Mem Garcia de Sousa, casou com Teresa Anes de Lima, filha de João Fernandes de Lima "o Bom"  e de D. Maria Pais Ribeira, "a Ribeirinha",
- D. João Garcia de Sousa, “O Pinto”, senhor de Alegrete (1220 -?) casou com Urraca Fernandes de Lumiares, filha de Fernão Pires de Lumiares  e de D. Urraca Vasques de Bragança
- D. Gonçalo Garcia de Sousa (1215 -1284), trovador e herdeiro da chefia da família (por parte do tio) casou em 1273, em Santarém com  Leonor Afonso, (c. 1215 - 1259), filha bastarda do rei D. Afonso III de Portugal.
- D. Fernão Garcia de Sousa, O Esgaravunha, trovador, casou com Urraca Abril de Lumiares
- D. Maria Garcia de Sousa (antes de 1220 - depois de 1258), mencionada nas Inquirições Gerais de 1220 e 1258, foi barregã do infante Gil Sanches de Portugal
- D. Pedro Garcia de Sousa,
- D. Sancho Garcia de Sousa